# Kapucyn (ptak)
Kapucyn (Perissocephalus tricolor) – gatunek średniej wielkości ptaka z podrodziny bławatników w rodzinie bławatnikowatych (Cotingidae). Zamieszkuje północną część Ameryki Południowej. IUCN uznaje kapucyna za gatunek najmniejszej troski (LC).

## Taksonomia
Gatunek zgodnie z zasadami nazewnictwa binominalnego opisał w 1776 roku Philipp Ludwig Statius Müller. Autor nadał mu nazwę Corvus tricolor, a jako miejsce typowe wskazał miasto Kajenna (obecnie Gujana Francuska). Obecnie gatunek umieszczany jest w rodzaju Perissocephalus, którego jest jedynym przedstawicielem. Badania Ohlsona (2007 r.) i Tella (2009 r.) wykazują, że kapucyn jest spokrewniony z rodzajem Cephalopterus i z dwoma gatunkami kruczyńców: rubinowym (Pyroderus scutatus) i purpurowym (Querula purpurata). Nie wyróżnia się podgatunków.

## Występowanie
Podobnie jak zdecydowana większość bławatnikowatych kapucyn występuje wyłącznie w Ameryce Południowej. Został stwierdzony w skrajnie wschodniej Kolumbii, południowej i wschodniej Wenezueli (stany Amazonas, Bolívar), Surinamie, Gujanie, Gujanie Francuskiej oraz północnej Brazylii (od górnego biegu rzeki Rio Negro i okolic Manaus na wschód aż do stanu Amapá). Gatunek spotykany zazwyczaj do wysokości 600 m n.p.m., ale w górach Wenezueli do 1400 m n.p.m.

## Morfologia
Jest to jeden z największych bławatnikowatych, większe są od niego ptaki z rodzaju Cephalopterus. Osiąga długość ciała 34,5–37,5 cm, przy czym samiec jest trochę większy od samicy. Masa ciała: samce 320–402 g, samice 267–367 g.
Wierzch ciała jest brązowy. Głowa jest łysa (podobnie jak u sępów), z mocnym ciemnym dziobem. Nogi, podobnie jak dziób, są masywne. Lotki i ogon są smolistoczarne, inne pióra skrzydeł są pomarańczowe. Czarne i brązowe piórka okalają szyję i policzki, jednak nie głowę (jak kaptur u duchownych).

## Ekologia i zachowanie
Gatunek ten zamieszkuje lasy deszczowe, występuje w ich górnym piętrze. Rzadko się porusza, zwykle siedzi na gałęzi i powoli obraca głowę w celu obserwowania, czy drapieżnik się nie zbliża. Jedynie w celu znalezienia pokarmu zaczyna aktywnie się przemieszczać. Jest trudny w obserwacji, jedynie na krótko można go zobaczyć, gdy przelatuje nad drogami lub rzeczkami.
Kapucyn jest gatunkiem owocożernym, szczególnie lubi orzechy palm. Często zanim zje swój posiłek, usuwa nasiona. Kapucyny nie rozdrabniają pokarmu, a zwyczajnie go połykają i przesuwają w stronę wielkiego wola.
Samce w okresie godowym wydają jedne z najdziwniejszych odgłosów w świecie ptaków, przypominające słyszane z oddali odgłosy bydła domowego lub używanej piły łańcuchowej. Ponadto samce potrafią modulować tonację swoich dźwięków i śpiewają wieczorem lub o świcie średnio 2–3 godziny. Czasem tokujące samce (podobnie jak głuszec) nie zwracają uwagi na ludzi, którzy je obserwują.

### Rozmnażanie
Para buduje gniazdo 3–6 m nad ziemią, gniazdo przypomina czarkę. Samica składa 1 jajo w kolorze khaki. Inkubacja trawa od 26 do 27 dni. Samica sama wychowuje pisklę i je karmi. W przeciwieństwie do rodziców młode odżywia się owadami, rzadziej owocami.

## Status zagrożenia
Międzynarodowa Unia Ochrony Przyrody (IUCN) uznaje kapucyna za gatunek najmniejszej troski (LC – Least Concern). Liczebność populacji nie została oszacowana, ale ptak ten opisywany jest jako rzadki. Trend liczebności populacji uznawany jest za spadkowy ze względu na wylesianie w obrębie zasięgu występowania gatunku. BirdLife International wymienia 25 ostoi ptaków IBA, w których występuje kapucyn.